# Crystal Eyes
Crystal Eyes is een Engelstalige single van de Belgische band The Scabs uit 1987.
De B-kant van de single was het liedje Credit Cards.
Het nummer verscheen op het album Skintight uit 1987.

## Meewerkende artiesten
- Producer:
  - Werner Pensaert

- Muzikanten:
  - Angie Dylan (backing vocals)
  - Beverly Jo Scott (backing vocals)
  - Chris Peeters (akoestische gitaar)
  - Frank Michiels (percussie)
  - Franky Saenen (drums)
  - Guy Swinnen (gitaar, zang)
  - Patrick Riguelle (backing vocals)
  - Robert Bergen (basgitaar)
  - Werner Pensaert (keyboards)
  - Willy Willy (gitaar)